# Dupuya
Dupuya es un género de plantas con flores con dos especies perteneciente a la familia Fabaceae.

## Especies
- Dupuya haraka (Capuron) J.H.Kirkbr.
- Dupuya madagascariensis (R.Vig.) J.H.Kirkb